# Polska Wojskowa Jednostka Specjalna
Polska Wojskowa Jednostka Specjalna Doraźnych Sił Zbrojnych Organizacji Narodów Zjednoczonych na Bliskim Wschodzie (PWJS) lub Jednostka Specjalna Wojska Polskiego (JSWP) – kontyngent logistyczno-inżynieryjno-saperski ludowego Wojska Polskiego (POLLOG) w ramach sił pokojowych ONZ na Półwyspie Synaj i Wzgórzach Golan w latach 1973-1979. Jednostka Wojskowa 5577.
PWJS była pierwszym polskim zagranicznym kontyngentem wojskowym do sił Narodów Zjednoczonych (wcześniej PRL wysyłała jedynie grupy oficerów do komisji międzynarodowych), a jej zadania obejmowały rozminowanie terenu, zaopatrzenie batalionów operacyjnych oraz pomoc medyczną.

## Historia

### Utworzenie UNEF
Po zakończeniu wojny Jom Kipur, 25 października 1973 ONZ zdecydowała o utworzeniu Drugich Doraźnych Sił Zbrojnych NZ (UNEF II), mających za zadanie rozdzielenie wojsk egipskich i izraelskich oraz nadzorowanie zawieszenia broni. W ich skład weszły kontyngenty 12 państw. Pierwsze jednostki, przeniesione z UNFICYP, 26 października wkroczyły na linię przerwania ognia.

### POLLOG UNEF II
Jednym z państw zaproszonych do Doraźnych Sił była Polska. Rząd uchwałą z dnia 11 listopada 1973 zgodził się na utworzenie kontyngentu do sił zbrojnych ONZ i tego samego dnia Minister Obrony Narodowej wydał rozkaz nr 024/MON, aby na bazie Warszawskiego Okręgu Wojskowego sformować Polską Wojskową Jednostkę Specjalną według etatu 02/71. Miała ona liczyć 814 żołnierzy pełniących wspólnie z kontyngentem kanadyjskim zadania logistyczne, tym samym Polacy jako pierwsi z Układu Warszawskiego założyli błękitne hełmy sił pokojowych.
Grupa rozpoznawcza, licząca 13 oficerów przybyła do Egiptu już wcześniej, bo 13 listopada. Reszta kontyngentu dołączała stopniowo i 26 listopada był już w komplecie. Cała operacja przebiegała w pośpiechu i w całkowicie nieznanym dla LWP terenie, dlatego trzon batalionu logistycznego (POLLOG) stanowiła elitarna 6 Pomorska Dywizja Powietrznodesantowa. Pierwotnie PWJS, podobnie jak HQ UNEF II i CANLOG (kanadyjski batalion logistyczny) stacjonowała w Kairze. Ze względu na obecność dwóch oddziałów logistycznych w rejonie, konieczny był podział zadań. Regulowało je porozumienie z 21 listopada 1973: POLLOG przejął działania saperskie i transportowe (II linia), CANLOG transportowe (I linia) i łączności.
Początkowo działania PWJS ograniczały się tylko do strefy obozu kanadyjsko-polskiego. Dopiero osiągnięcie pełnej gotowości przez kompanie: inżynieryjną i transportową na początku 1974 pozwoliło na realizację większości postawionych Polakom celów. Były to:
- inżynieryjne – budowa polowych stacji uzdatniania wody i ujęć wody pitnej
- saperskie – rozminowywanie terenów pod kontrolą wojsk NZ
- transportowe – zaopatrywanie batalionów operacyjnych, transport żołnierzy i materiałów[3].

Do większych zmian doszło na przełomie I i II zmiany kontyngentu (1974), kiedy to POLLOG wraz z dowództwem UNEF i wojskami kanadyjskimi przeniesiono do Ismaili, znajdującej się bliżej strefy buforowej na Synaj, utworzono Wydzieloną Grupę PWJS stacjonującą w Suezie, która później stała się kompanią logistyczną Suez i Wydzieloną Grupę PWJS w ramach sił UNDOF w Syrii oraz otwarto Polski Szpital Polowy. Ponadto w marcu żołnierze otrzymali mundury tropikalne.
We wrześniu 1975 Egipt i Izrael podpisały porozumienie dotyczące rozdzielenia wojsk. Jego wynikiem było przesunięcie strefy buforowej na wschód (operacja Moonglow – Blask księżyca), co oznaczało także wydłużenie tras zaopatrzeniowych oraz przystosowanie nowych terenów do stacjonowania wojsk UNEF. Aby lepiej przygotować POLLOG do działań zmieniono jego strukturę organizacyjną (oparta teraz na etacie 02/087, poprzednie etaty to: 26 XI 1973 – 16 III 1974 etat 02/71, 16 III – 29 X 1974 etat 02/80), czyli do kompanii inżynieryjnej, transportowej dowodzenia i ochrony (poprzednio obsługi) dodano budowlaną, obsługi i remontową.
Moonglow rozpoczęto na początku 1976. Rola Polaków (i tym samym Kanadyjczyków) polegała na doprowadzeniu do stanu używalności bazy w El Tasa, skąd mieli zaopatrywać przesunięte bataliony ONZ-u. Oznaczało to wzmożoną pracę kompanii transportowej – która musiała jeździć coraz dłuższymi trasami – a tym samym i remontowej, gdyż pojazdy były podatne na uszkodzenia w trudnym klimacie pustynnym (wymianę sprzętu rozpoczęto dopiero w 1977). Ciężkie warunki towarzyszyły także działalności polskiego szpitala.
Mimo to batalion zrealizował wszystkie postawione mu cele, co spotkało się z bardzo przychylną opinią innych żołnierzy UNEF, jak i decydentów w kraju. Zaowocowało to przyznaniem w Narodowe Święto Odrodzenia Polski 1977 roku proporca, ustanowionego przez ministra obrony narodowej gen. armii Wojciecha Jaruzelskiego.

### POLLOG UNDOF

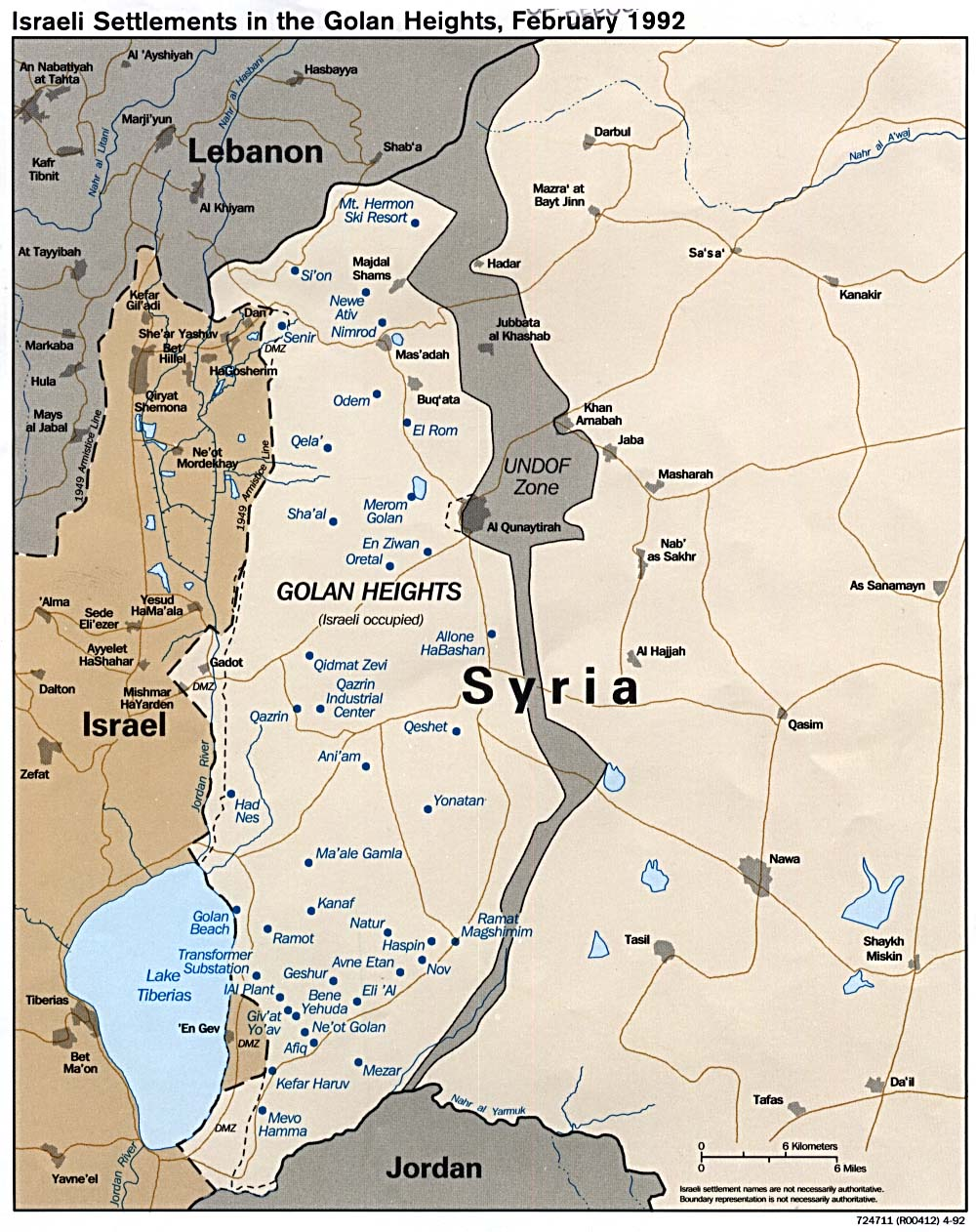
Strefa odpowiedzialności UNDOF

Izrael i Syria podpisały rozejm 31 maja 1974. W rezultacie na Wzgórzach Golan pojawiła się sytuacja podobna do tej z Synaju, czyli wojska izraelskie i syryjskie wycofały się z linii frontu, na miejsce której weszły siły wydzielone z UNEF Siły Nadzoru Rozdzielenia Wojsk (UNDOF). Przerzut wojsk, tzn. austriackiego i peruwiańskiego batalionów operacyjnych oraz kanadyjskiej i polskiej kompanii logistycznych przeprowadzono w czerwcu. Pierwsi polscy żołnierze przybyli do Syrii drogą lotniczą 3 czerwca. Zasadniczy rzut kompanii logistycznej (92 ludzi) wyruszył 4 czerwca drogą lądową przez Półwysep Synaj, Izrael i Wzgórza Golan, by dzień później dotrzeć do polsko-austriackiej bazy Kanaker. Pierwsze działania POLLOG podjął 6 czerwca.
Po rozwiązaniu Polskiej Wojskowej Jednostki Specjalnej część jej oddziałów przerzucono do Wydzielonej Grupy (liczącej łącznie 150 żołnierzy), którą formalnie przemianowano na Polski Kontyngent Wojskowy w Syrii.

### Powrót
26 marca 1979 został zawarty traktat pokojowy izraelsko-egipski, który ostatecznie przypieczętował trwającą od 1977 roku odwilż w stosunkach obu tych krajów. Jednym z jego postanowień było rozpoczęcie ewakuacji wojsk izraelskich z Półwyspu Synaj, co oznaczałoby także przesunięcie UNEF II na wschód. Lecz Rada Bezpieczeństwa, wbrew prośbom rządów obu państw zdecydowała o zakończeniu misji błękitnych hełmów 24 lipca. Trwała już organizacja powrotu PWJS (przez którą przewinęło się łącznie 11 649 osób) do kraju (część wzmocniła POLLOG w Syrii), a ostatni polski żołnierz opuścił Egipt 15 listopada 1979.
W trakcie misji UNEF II zginęło 9 polskich żołnierzy.
Tradycje Polskiej Wojskowej Jednostki Specjalnej w UNEF II kontynuował Ośrodek Szkolenia na potrzeby Sił Pokojowych, od 2004 Centrum Szkolenia na Potrzeby Sił Pokojowych.

## Struktura organizacyjna

Baretka Medalu w Służbie Pokoju UNEF II

Czas trwania, dowódcy, jednostka wystawiająca, liczebność oraz struktura poszczególnych zmian:
| Zmiana | Początek | Koniec  | Dowódca                     | Wystawiający   | Liczebność | Struktura |
| ------ | -------- | ------- | --------------------------- | -------------- | ---------- | --- |
| I      | 11.1973  | 05.1974 | płk dypl. Jerzy Jarosz      | WOW (6 DPD)    | 826        | - Dowództwo PWJS – POLLOG (polski batalion logistyczny) - Kompania dowodzenia i obsługi - Kompania inżynieryjna - Kompania transportowa - Polski Szpital Polowy |
| II     | 05.1974  | 11.1974 | płk Henryk Gradzik          | POW (7 DOW)    | 1026       | - Dowództwo PWJS – POLLOG (polski batalion logistyczny) - Kompania dowodzenia i obsługi - Kompania inżynieryjna - Kompania transportowa - Polski Szpital Polowy |
| III    | 11.1974  | 05.1975 | płk dr Tadeusz Cepak        | SOW (10 DPanc) | 966        | - Dowództwo PWJS – POLLOG (polski batalion logistyczny) - Kompania budowlana - Kompania dowodzenia i ochrony - Kompania inżynieryjna - Kompania obsługi - Kompania remontowa - Polski Szpital Polowy - Wydzielona Grupa PWJS – kompania inżynieryjna Suez - Wydzielona Grupa PWJS – POLLOG (UNDOF) |
| IV     | 05.1975  | 11.1975 | płk Mieczysław Kędzia       | WOW            | 869        | - Dowództwo PWJS – POLLOG (polski batalion logistyczny) - Kompania budowlana - Kompania dowodzenia i ochrony - Kompania inżynieryjna - Kompania obsługi - Kompania remontowa - Polski Szpital Polowy - Wydzielona Grupa PWJS – kompania inżynieryjna Suez - Wydzielona Grupa PWJS – POLLOG (UNDOF) |
| V      | 11.1975  | 05.1976 | płk Marian Wieczerzak       | POW (12 DZ)    | 936        | - Dowództwo PWJS – POLLOG (polski batalion logistyczny) - Kompania budowlana - Kompania dowodzenia i ochrony - Kompania inżynieryjna - Kompania obsługi - Kompania remontowa - Polski Szpital Polowy - Wydzielona Grupa PWJS – kompania inżynieryjna Suez - Wydzielona Grupa PWJS – POLLOG (UNDOF) |
| VI     | 05.1976  | 11.1976 | płk Aleksander Berdychowski | SOW            | 955        | - Dowództwo PWJS – POLLOG (polski batalion logistyczny) - Kompania budowlana - Kompania dowodzenia i ochrony - Kompania inżynieryjna - Kompania obsługi - Kompania remontowa - Polski Szpital Polowy - Wydzielona Grupa PWJS – kompania inżynieryjna Suez - Wydzielona Grupa PWJS – POLLOG (UNDOF) |
| VII    | 11.1976  | 05.1977 | płk Stanisław Krawczyk      | WOW            | 955        | - Dowództwo PWJS – POLLOG (polski batalion logistyczny) - Kompania budowlana - Kompania dowodzenia i ochrony - Kompania inżynieryjna - Kompania obsługi - Kompania remontowa - Polski Szpital Polowy - Wydzielona Grupa PWJS – kompania inżynieryjna Suez - Wydzielona Grupa PWJS – POLLOG (UNDOF) |
| VIII   | 05.1977  | 11.1977 | płk Zbigniew Szymański      | POW            | 1035       | - Dowództwo PWJS – POLLOG (polski batalion logistyczny) - Kompania budowlana - Kompania dowodzenia i ochrony - Kompania inżynieryjna - Kompania obsługi - Kompania remontowa - Polski Szpital Polowy - Wydzielona Grupa PWJS – kompania inżynieryjna Suez - Wydzielona Grupa PWJS – POLLOG (UNDOF) |
| IX     | 11.1977  | 05.1978 | płk Tadeusz Swaryczewski    | SOW            | 1016       | - Dowództwo PWJS – POLLOG (polski batalion logistyczny) - Kompania budowlana - Kompania dowodzenia i ochrony - Kompania inżynieryjna - Kompania obsługi - Kompania remontowa - Polski Szpital Polowy - Wydzielona Grupa PWJS – kompania inżynieryjna Suez - Wydzielona Grupa PWJS – POLLOG (UNDOF) |
| X      | 05.1978  | 11.1978 | płk Roman Hibisz            | WOW            | 1015       | - Dowództwo PWJS – POLLOG (polski batalion logistyczny) - Kompania budowlana - Kompania dowodzenia i ochrony - Kompania inżynieryjna - Kompania obsługi - Kompania remontowa - Polski Szpital Polowy - Wydzielona Grupa PWJS – kompania inżynieryjna Suez - Wydzielona Grupa PWJS – POLLOG (UNDOF) |
| XI     | 11.1978  | 05.1979 | płk Edward Wejner           | POW            | 1016       | - Dowództwo PWJS – POLLOG (polski batalion logistyczny) - Kompania budowlana - Kompania dowodzenia i ochrony - Kompania inżynieryjna - Kompania obsługi - Kompania remontowa - Polski Szpital Polowy - Wydzielona Grupa PWJS – kompania inżynieryjna Suez - Wydzielona Grupa PWJS – POLLOG (UNDOF) |
| XII    | 06.1979  | 11.1979 | płk Zenon Molczyk           | SOW            | 1014       | - Dowództwo PWJS – POLLOG (polski batalion logistyczny) - Kompania budowlana - Kompania dowodzenia i ochrony - Kompania inżynieryjna - Kompania obsługi - Kompania remontowa - Polski Szpital Polowy - Wydzielona Grupa PWJS – kompania inżynieryjna Suez - Wydzielona Grupa PWJS – POLLOG (UNDOF) |

Dyslokacja POLLOG:
- Egipt
  - Abu Zanima – wysunięta baza transportowa
  - Al Ghala (Ismailia) – PWJS (1974-1979)
  - Camp Shams (Kair) – PWJS (1973-1974)
  - El Tasa – wysunięta baza logistyczna
  - Suez – kompania inżynieryjna Suez
- Syria
  - Camp Faouar – POLLOG UNDOF (1974-1979)
  - Kanaker – POLLOG UNDOF (1974)

POLLOG na tle struktury UNEF II:
- Dowództwo UNEF II
  -  Brygada Północna (od 1974 dowództwo UNDOF)
    -  AUSBATT (austriacki batalion operacyjny, od 1974 w UNDOF)
    -  IRBATT (irlandzki batalion operacyjny, w 1974 wycofany)
    -  PERBATT (peruwiański batalion operacyjny, od 1974 w UNDOF)
    -  SWEDBATT (szwedzki batalion operacyjny)

  -  Brygada Południowa (rozwiązana 1974)
    -  FINBATT (fiński batalion operacyjny)
    -  GHANBATT (ghański batalion operacyjny)
    -  INDBATT (indonezyjski batalion operacyjny)
    -  PANBATT (panamski batalion operacyjny, w 1974 wycofany)
    -  SENBATT (senegalski batalion operacyjny)

  -  NEPBATT (nepalski batalion operacyjny, w 1974 wycofany) – odwód
  -  CANLOG (kanadyjski batalion logistyczny)
  -  POLLOG (polski batalion logistyczny)